# Кулидж, Уильям Дэвид
Уильям Дэвид Кулидж (англ. William David Coolidge; 23 октября 1873 — 3 февраля 1975) — американский физик и инженер, внесший большой вклад в создание рентгеновских аппаратов. Он был директором исследовательской лаборатории General Electric и вице-президентом корпорации. Он также был известен разработкой «пластичного вольфрама», который важен для лампы накаливания .

## Ранние годы
Кулидж родился на ферме недалеко от Гудзона, штат Массачусетс. Он изучал электротехнику с 1891 по 1896 год в Массачусетском технологическом институте (MIT). Проработав год лаборантом, он отправился в Германию для дальнейшего обучения и получил докторскую степень в Лейпцигском университете. С 1899 по 1905 год он был научным сотрудником Артура А. Нойеса на химическом факультете Массачусетского технологического института.

## Ковкий вольфрам
Кулидж начал работать исследователем в новой исследовательской лаборатории General Electric в 1905 году, где он проводил эксперименты, которые привели к использованию вольфрама в качестве нити накала в электрических лампочках. Он разработал «пластичный вольфрам», который можно было легче вытянуть в нити, очистив оксид вольфрама. Начиная с 1911 года General Electric продавала лампы с использованием нового металла, и вскоре они стали важным источником дохода для GE. Он подал заявку и получил патент (US № 1 082 933) на это «изобретение» в 1913 году. Однако в 1928 году суд США постановил, что его патент 1913 года недействителен как изобретение (дело General Electric Co. против De Forest Radio Co., 28 F.2d 641, 643).

## Улучшенная рентгеновская трубка
В 1913 году он изобрел трубку Кулиджа, рентгеновскую трубку с улучшенным катодом для использования в рентгеновских аппаратах, которая позволяла более интенсивно визуализировать глубоко расположенную анатомию и опухоли. Трубка Кулиджа, в которой также использовалась вольфрамовая нить накала, была важным достижением в зарождавшейся тогда медицинской специальности радиологии (патент США подана в 1913 году и выдан как патент США 1 203 495 в 1916 году). Его базовая конструкция используется до сих пор. Он также изобрел первую рентгеновскую трубку с вращающимся анодом.

## Награды
Американская академия искусств и наук наградила Кулиджа премией Румфорда в 1914 году. Кулидж был награждён медалью Эдисона Американского института инженеров-электриков в 1927 году за его вклад в электрическое освещение лампами накаливания и рентгеновское искусство. Он отклонил эту престижную награду в 1926 году на том основании, что его патент на пластичный вольфрам (1913 год) был признан судом недействительным. Он был награждён медалью Говарда Н. Поттса в 1926 году и медалью Луи Э. Леви в 1927 году. Кулидж был награждён медалью Фарадея в 1939 году. Он был награждён медалью Франклина в 1944 году Город Ремшайд наградил его медалью Рентгена за изобретение рентгеновской трубки с горячим катодом в 1963 году. В 1975 году он был избран в Национальный зал славы изобретателей, незадолго до своей смерти в возрасте 101 года в Скенектади, штат Нью-Йорк.

## Дальнейшая карьера
Кулидж стал директором исследовательской лаборатории GE в 1932 году и вице-президентом General Electric в 1940 году до выхода на пенсию в 1944 году. После выхода на пенсию он продолжал консультировать GE.

## Патенты
- Кулидж, патент США 1 082 933, «Вольфрам и способ его изготовления для использования в качестве нитей накала электрических ламп накаливания и для других целей».
- Кулидж, патент США 1 203 495, трубка Кулиджа.
- Кулидж, патент США 1,211,092, " Рентгеновская трубка " .
- Кулидж, патент США 1,215,116, " Рентгеновский аппарат " .
- Кулидж, патент США 1,250,093, " стереоскопический рентгеновский аппарат " .
- Кулидж, патент США 1310061, " Рентгеновский аппарат " .
- Кулидж, патент США 1365638, " Рентгеновский аппарат " .
- Кулидж, патент США 1,394,143, " Рентгеновский аппарат ".
- Кулидж, патент США 1,409,989, " Рентгеновский аппарат " .
- Кулидж, патент США 1,430,550, " Рентгеновский аппарат " .
- Кулидж, патент США 1,437,290, « Защита рентгеновской трубки».
- Кулидж, патент США 1,502,907, " Рентгеновское устройство " .
- Кулидж, патент США 1,529,344, " Рентгеновский аппарат " .
- Кулидж, патент США 1,541,627, " Рентгеновский аппарат " .
- Кулидж, патент США 1,543,654, " Рентгеновский аппарат " .
- Кулидж, патент США 1,550,506, " Рентгеновский аппарат и метод " .
- Кулидж, патент США 1,550,507, " Рентгеновский аппарат " .
- Кулидж, патент США 1,600,867, " Рентгеновский аппарат " .
- Кулидж, патент США 1,655,455, " Рентгеновский аппарат " .
- Кулидж, патент США 1,659,133, " Рентгеновское устройство " .
- Кулидж, патент США 1,714,975, " Рентгеновский анод " .
- Кулидж, патент США 1,917,099, " Рентгеновская трубка " .
- Кулидж, патент США 1,946,312, " рентгеновская трубка ".
- Кулидж, патент США 1 967 869, " Рентгеновское устройство " .
- Кулидж, патент США 1 971 812, " Рентгеновское устройство " .